# JR貨物U46A形コンテナ
U46A形コンテナ（U46Aがたコンテナ）は、日本貨物鉄道（JR貨物）輸送用として籍を編入している30 ft私有コンテナ（有蓋コンテナ）である。
1990年度より製造された。
形式の数字部位 「46」は、コンテナの容積を元に決定される。このコンテナ容積46 m3の算出は、端数四捨五入計算のため、内容積45.5 - 46.4 m3の間に属するコンテナが対象となる。
また形式末尾のアルファベット一桁部位「A」は、コンテナの使用用途（主たる目的）が「普通品の輸送」を表す記号として付与されている。

## 番台毎の概要

### 30000番台
30001〜30017（17個）
フットワークエクスプレス所有。

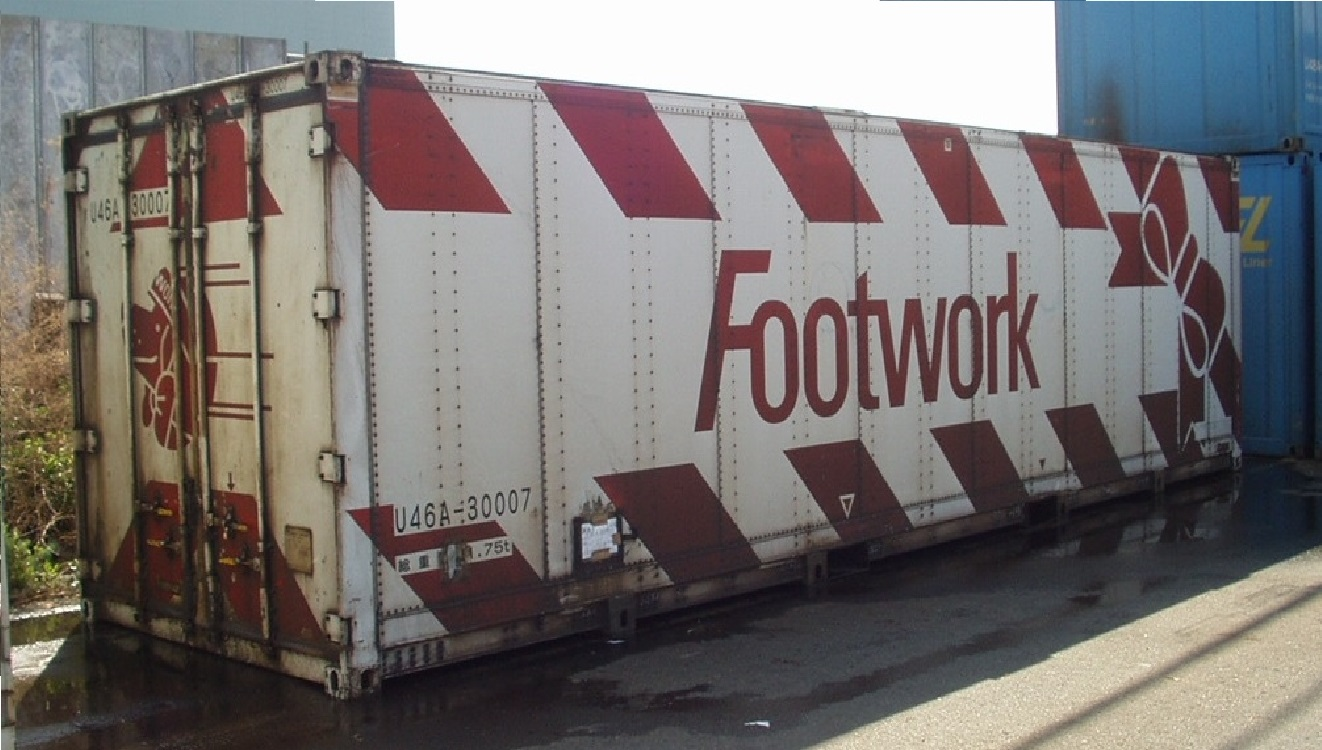
U46A-30007 フットワークエクスプレス所有。

30018〜30137（120個）
日本通運所有。
30018 - 30127までは荷役用フォークリフト衝突対策の保護板を両側面上部に各2枚設置。30128 - 30137は保護板の設置を省略。
2022年に持株会社NIPPON EXPRESSホールディングスの発足によりグループブランド「NX」が導入されると、塗装変更とNXロゴの表記、両側面下部に「空コン専用フォークポケット」の注意記載が順次行われている。30018 - 30127については保護板の撤去も実施している。

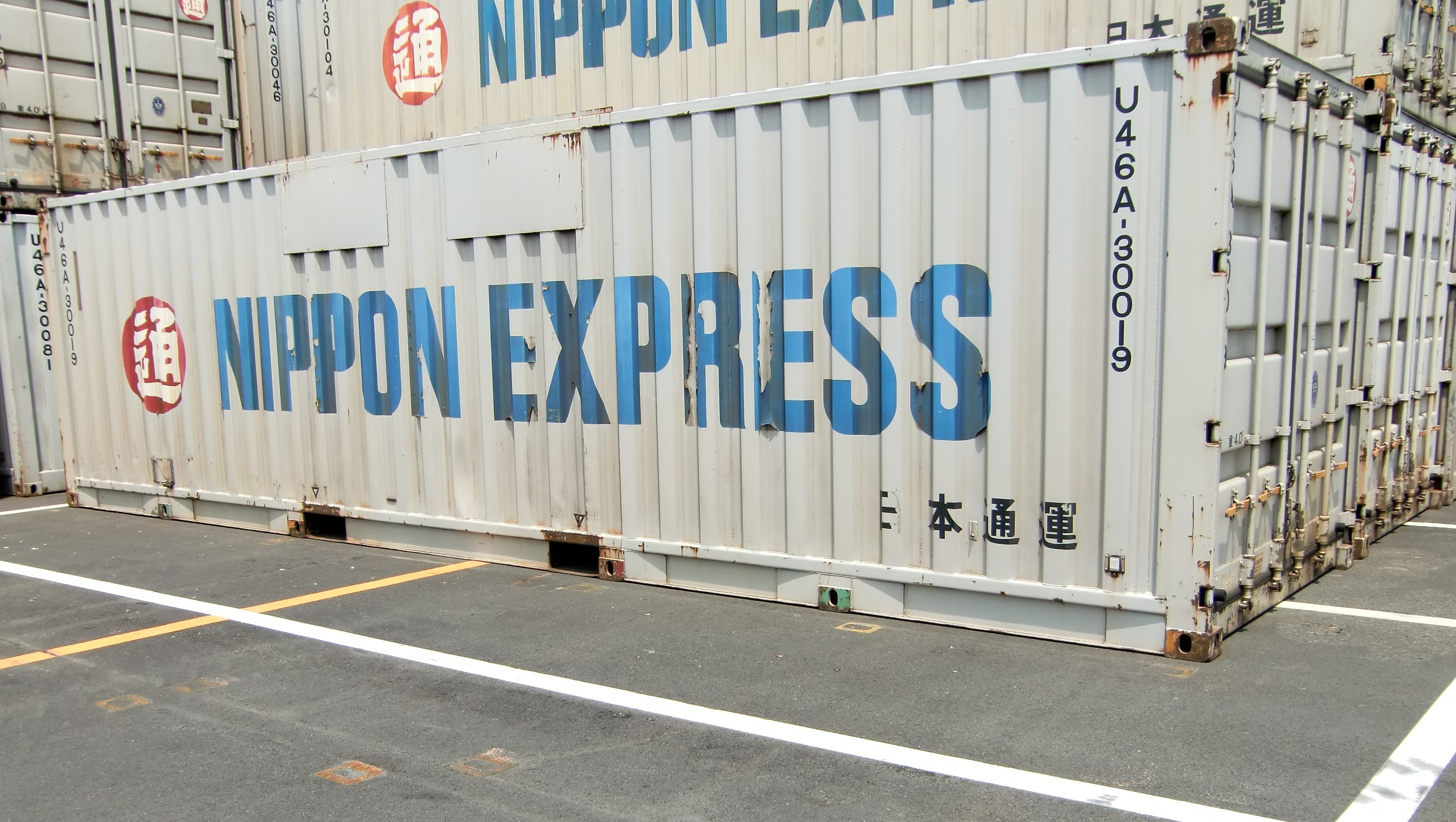
U46A-30019 日本通運所有。 白、保護板あり
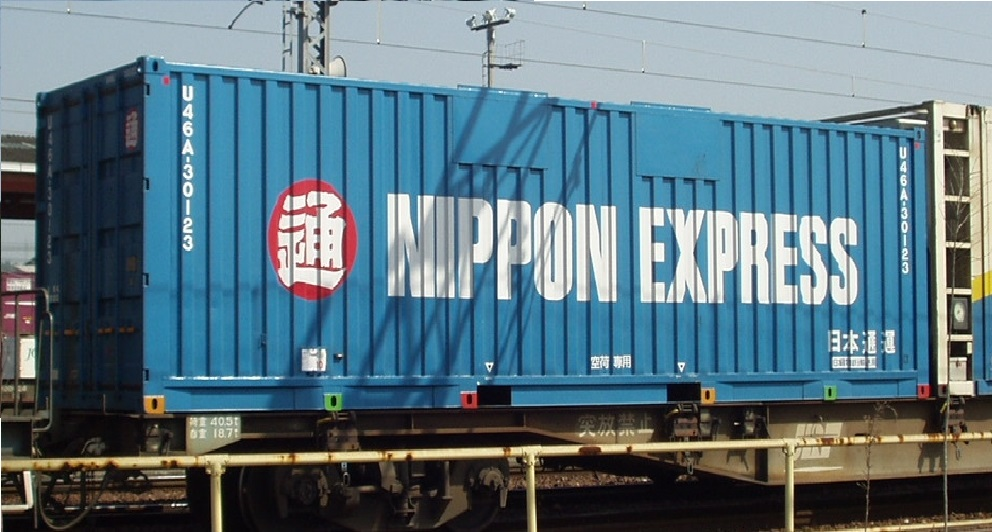
U46A-30123 日本通運所有。 青、保護板あり
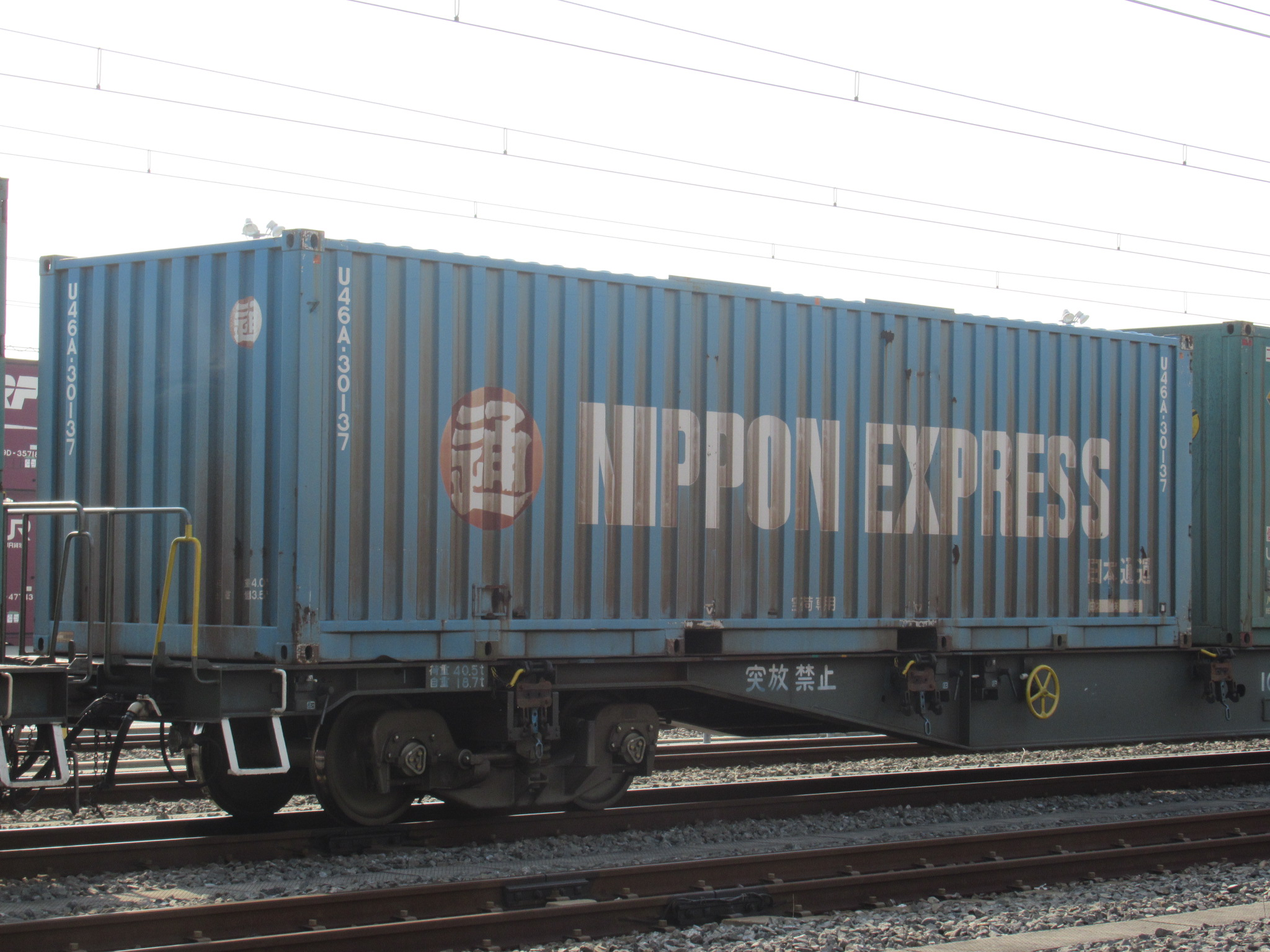
U46A-30137 日本通運所有。 青、保護板なし
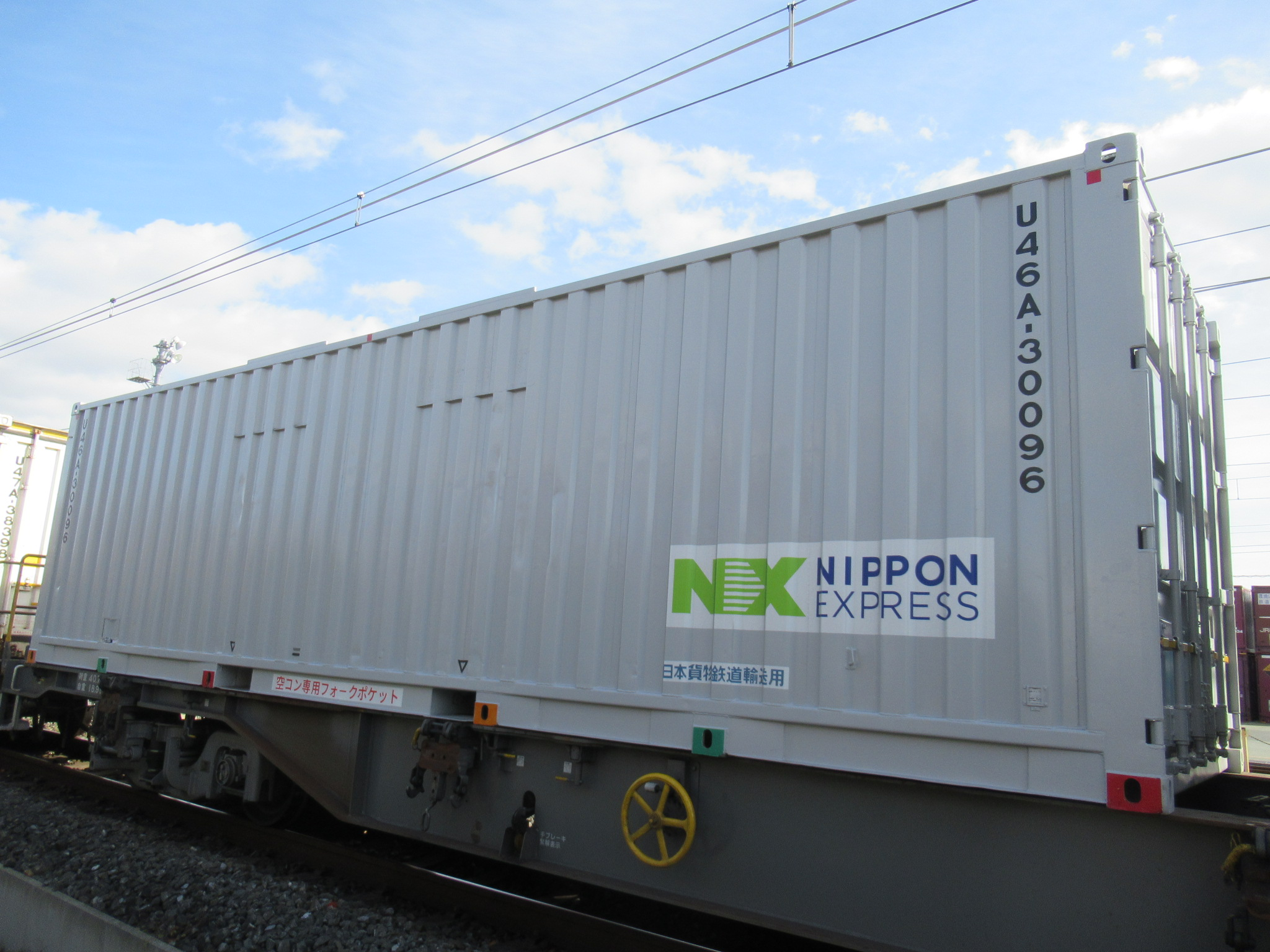
U46A-30096 日本通運所有。 NXロゴ、新塗装（白）、保護板撤去

### 39500番台
39501・39502　（2個）
日豊運輸所有。

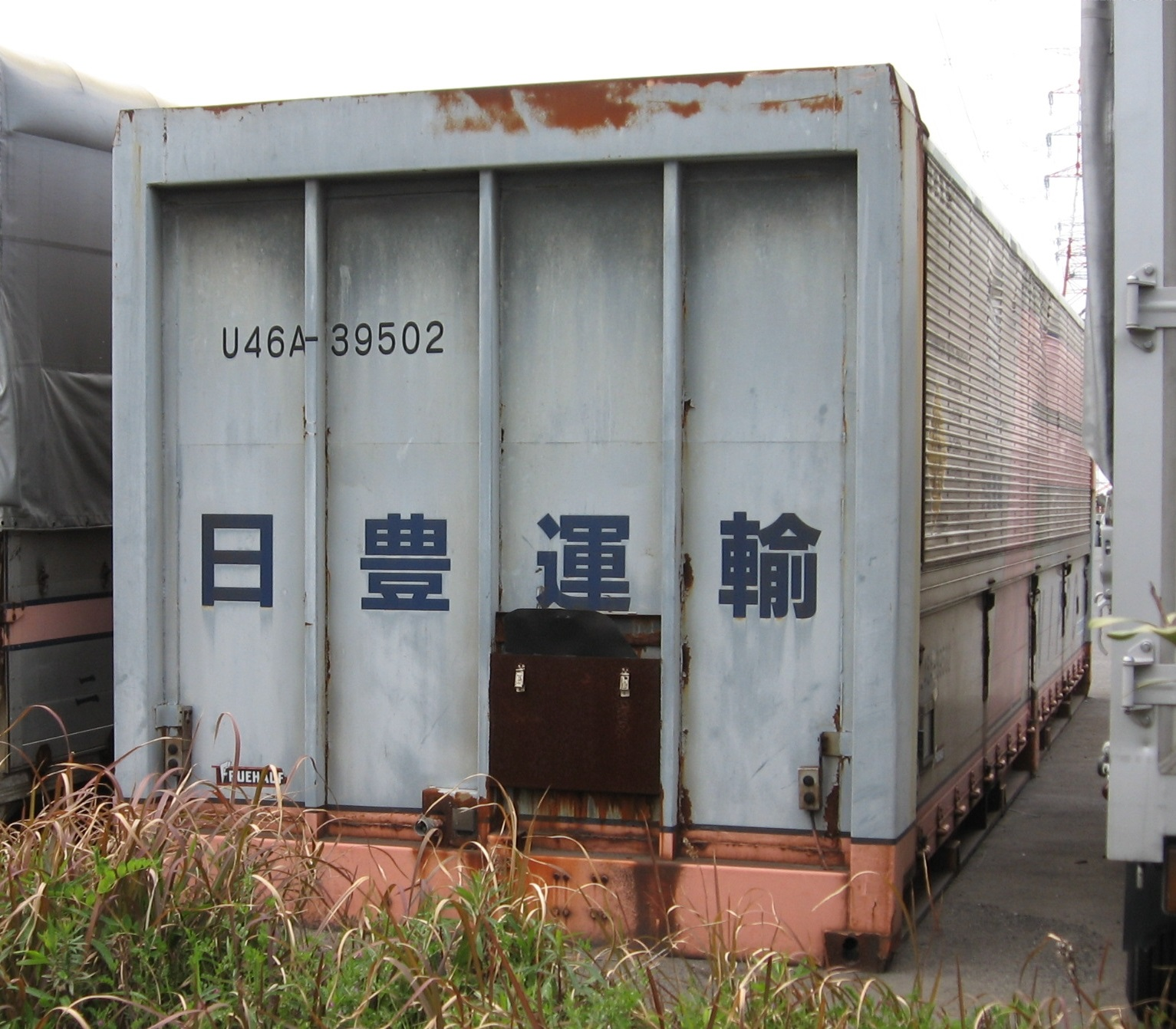
U46A-39502 日豊運輸所有。

39503
（所有者不明）
39504（1個）
日本通運所有。日通商事製作。片妻側一方開き、両側フルウイング仕様。規格外・ハローマーク（全高2,605 mm = H 表記、全長9,410 mm = L 表記、最大総重量19.6 t = G表記）。外壁全体が断熱塗料仕様。
※「ECO LINER 31」表記。